# Abbas Al-Tameemi
Abbas Shaalan Abdulkadhim Al-Tameemi (ar. عباس شعلان عبدالكاظم التميمي;ur. 25 lipca 1990) – iracki zapaśnik walczący w stylu klasycznym.
Zajął 32. miejsce na mistrzostwach świata w 2018. Srebrny medalista igrzysk panarabskich w 2023. Siódmy na mistrzostwach Azji w 2020. Wicemistrz arabski w 2022 roku.